# Polymorphus marilis
Polymorphus marilis är en hakmaskart som beskrevs av Van Cleave 1939. Polymorphus marilis ingår i släktet Polymorphus och familjen Polymorphidae. Inga underarter finns listade i Catalogue of Life.